# Нуньес, Карлос Родриго
Карлос Родриго Нуньес Течера (исп. Carlos Rodrigo Núñez Techera; 22 июня 1992 года, Канелонес) — уругвайский футболист, играющий на позиции нападающего. Ныне выступает за парагвайский клуб «Гуарани».

## Клубная карьера
Карлос Нуньес начинал свою карьеру футболиста в уругвайском «Ливерпуле». 14 февраля 2010 года он дебютировал в Чемпионате Уругвая, выйдя на замену в домашнем поединке против «Насьоналя». 27 февраля 2011 года Нуньес забил свой первый гол на высшем уровне, доведя счёт до разгромного в домашней игре с «Такуарембо». Также он забил пять мячей за «Ливерпуль» в Южноамериканском кубке 2012, что позволило ему в числе ещё четырёх футболистов стать лучшим бомбардиром того розыгрыша, хотя его команда вылетела ещё на стадии 1/8 финала. С февраля 2013 по конец 2014 года Нуньес выступал за «Пеньяроль», но на поле появлялся редко и результативностью не отличался. С февраля 2015 по середину 2016 года уругваец представлял аргентинский «Расинг», а с августа по конец 2016 года — мексиканский «Чьяпас». 
В феврале 2017 года Карлос Нуньес перешёл в парагвайский «Гуарани». 

## Достижения
«Пеньяроль»
- Чемпион Уругвая (1): 2012/13